# Castilleja variocolorata
Castilleja variocolorata là loài thực vật có hoa thuộc họ Cỏ chổi. Loài này được A.P.Khokhr. mô tả khoa học đầu tiên năm 1983.